# Plac Wszystkich Świętych w Krakowie
Plac Wszystkich Świętych – plac miejski położony na terenie Starego Miasta w Krakowie pomiędzy kościołem Franciszkanów, ulicą Grodzką a placem Dominikańskim.
Plac ten należał do przedlokacyjnej osady targowej położonej na przedpolu Okołu. W swojej obecnej formie plac powstał w 1838 roku, kiedy to rozebrano znajdujący się w tym miejscu od 1227 roku kościół Wszystkich Świętych. Do 1842 na nowo powstającym placu znajdowała się jeszcze samotna kościelna wieża, po czym i ją również rozebrano, niszcząc ostatni ślad przedlokacyjnej świątyni.
Na miejscu, gdzie stał kiedyś kościół, znajduje się skwer, na którym w 1887 roku ustawiono pomnik prezydenta Krakowa Mikołaja Zyblikiewicza autorstwa Walerego Gadomskiego. Pomnik usunięto na wniosek Bolesława Drobnera w 1953. Został jednak przechowany i w swojej pierwotnej postaci powrócił na dawne miejsce w 1985.
Pierwszą linię tramwajową przemierzającą plac otwarto 17 stycznia 1913.
Najokazalszą budowlą na placu jest pałac Wielopolskich, od 1864 siedziba krakowskiego magistratu. Obok pałacu, przed kościołem Franciszkanów, od 1938 roku znajduje się pomnik prezydenta Józefa Dietla dłuta Xawerego Dunikowskiego.
W 1955 plac otrzymał nową nazwę placu Wiosny Ludów. Pierwotną nazwę przywrócono w 1990 roku.
W 2007 z okazji obchodów 750-lecia lokacji Miasta Krakowa przy placu oddano do użytku Pawilon Wyspiańskiego mieszczący centrum informacji turystycznej, w którym można uzyskać wszelkie informacje i materiały promocyjne o Krakowie, a także zobaczyć pierwotnie planowane do katedry wawelskiej witraże Stanisława Wyspiańskiego, przedstawiające króla Kazimierza Wielkiego, świętego Stanisława Biskupa oraz księcia Henryka Pobożnego.

## Galeria

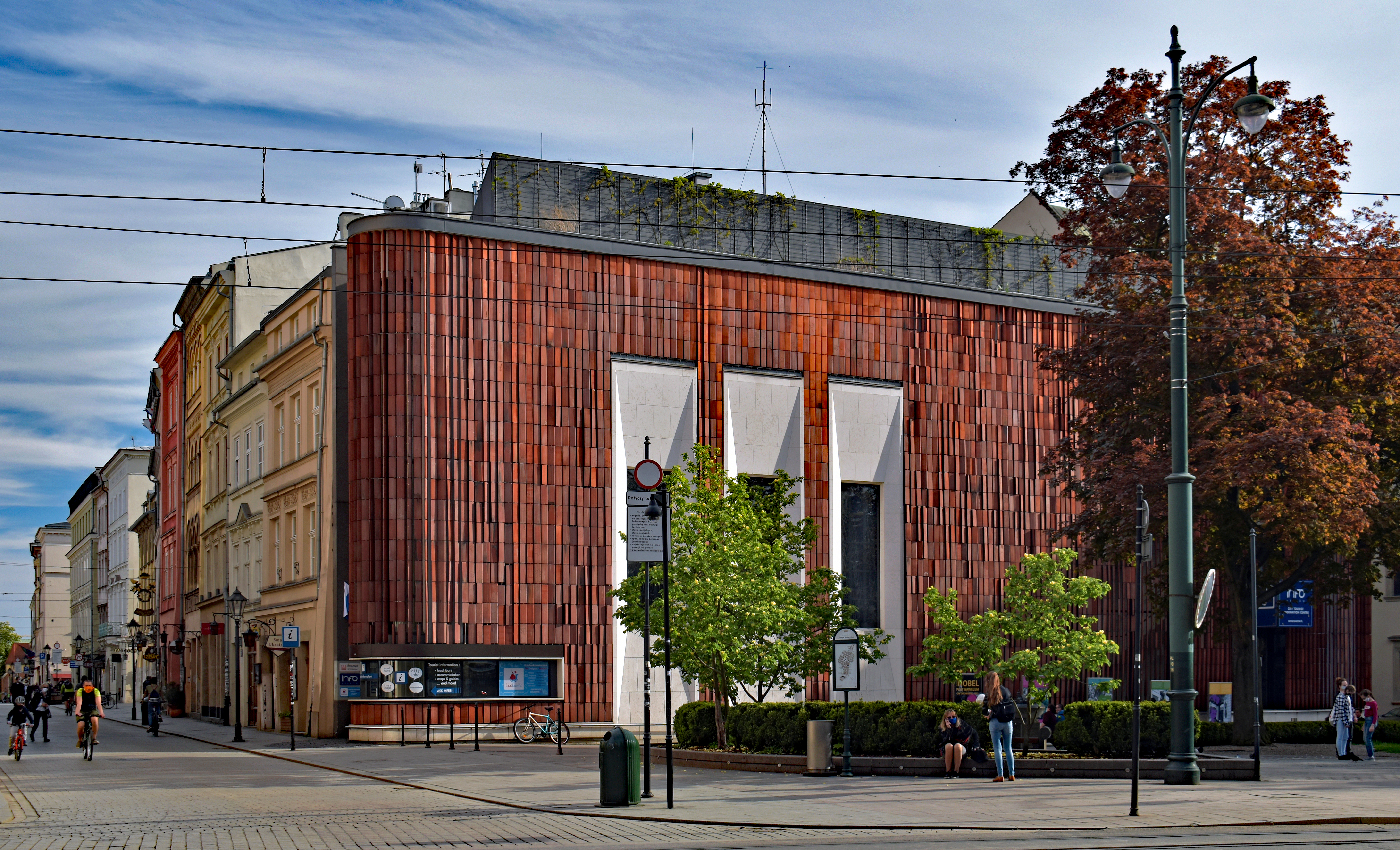
pl. Wszystkich Świętych 1–2 Pawilon Wyspiańskiego
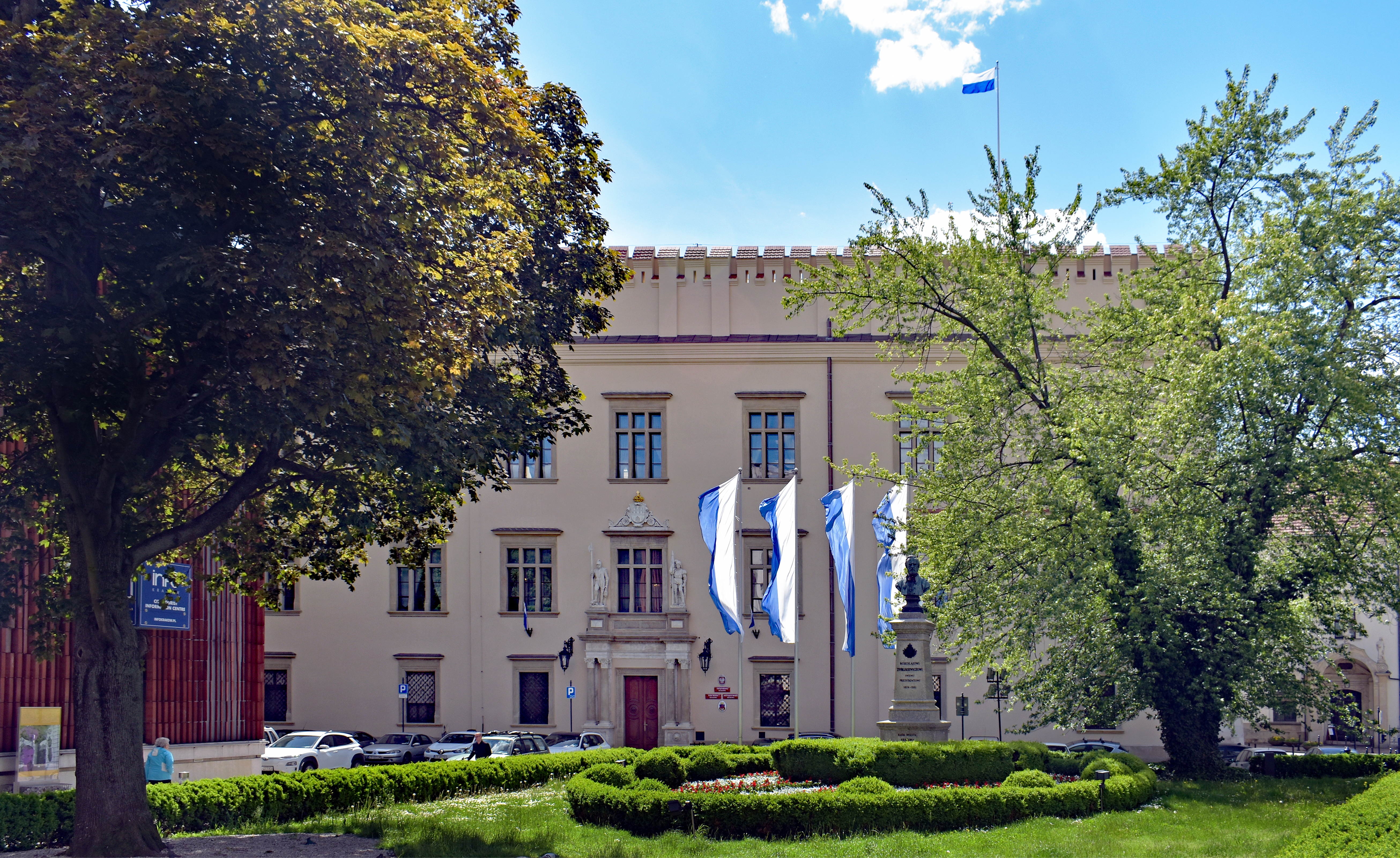
pl. Wszystkich Świętych 3–4 Urząd Miasta Krakowa (Pałac Wielopolskich)
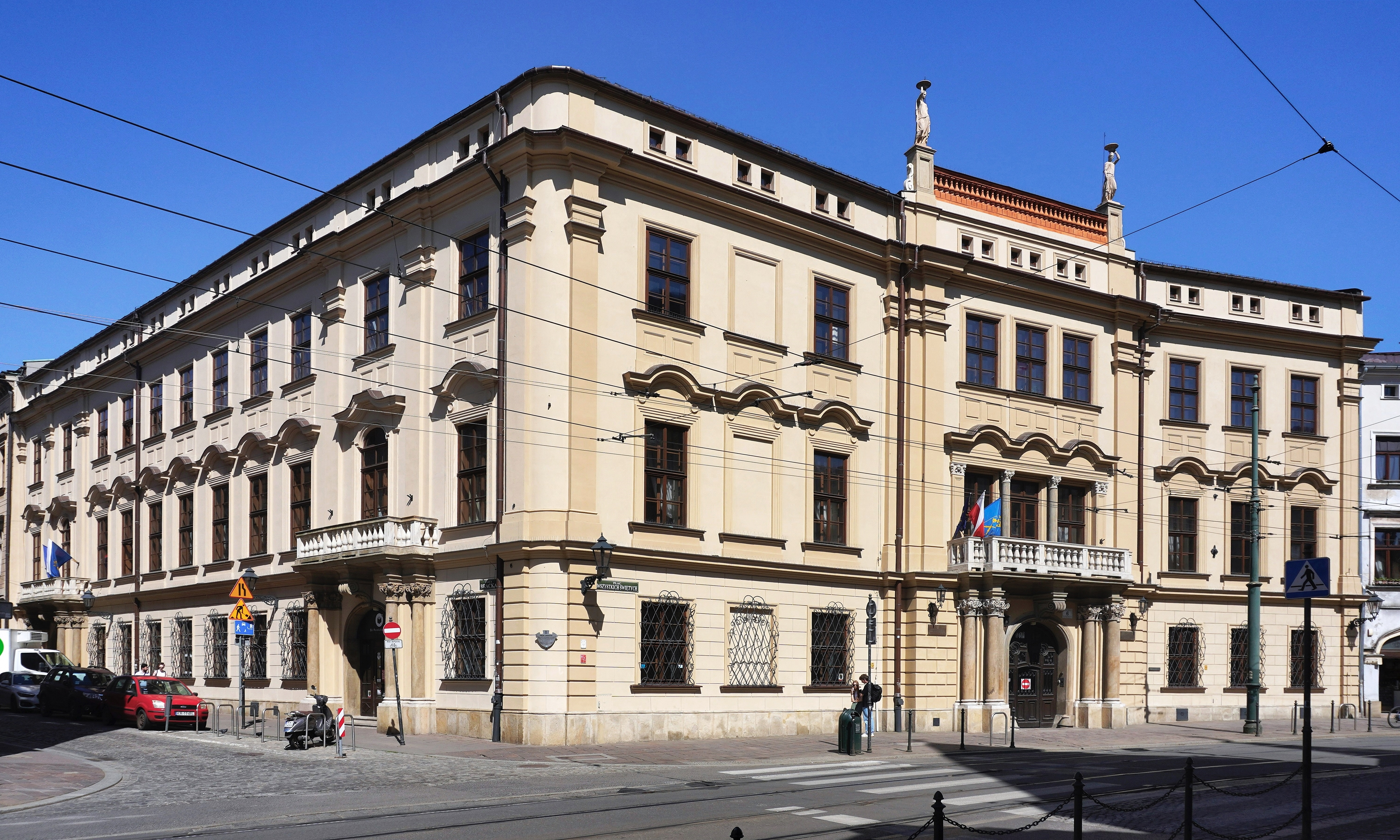
pl. Wszystkich Świętych 6 Pałac Larischa
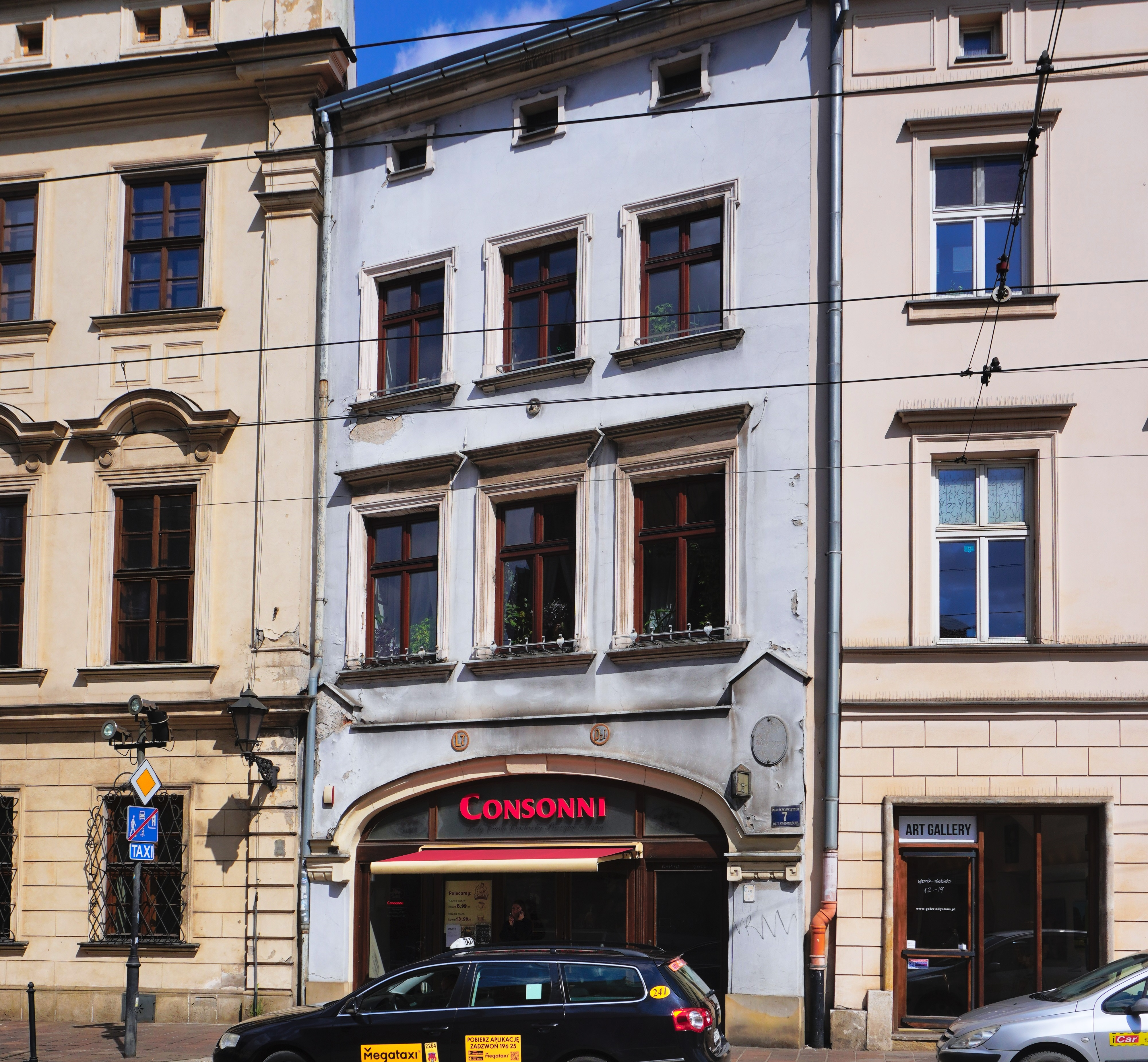
pl. Wszystkich Świętych 7 Zabytkowa kamienica
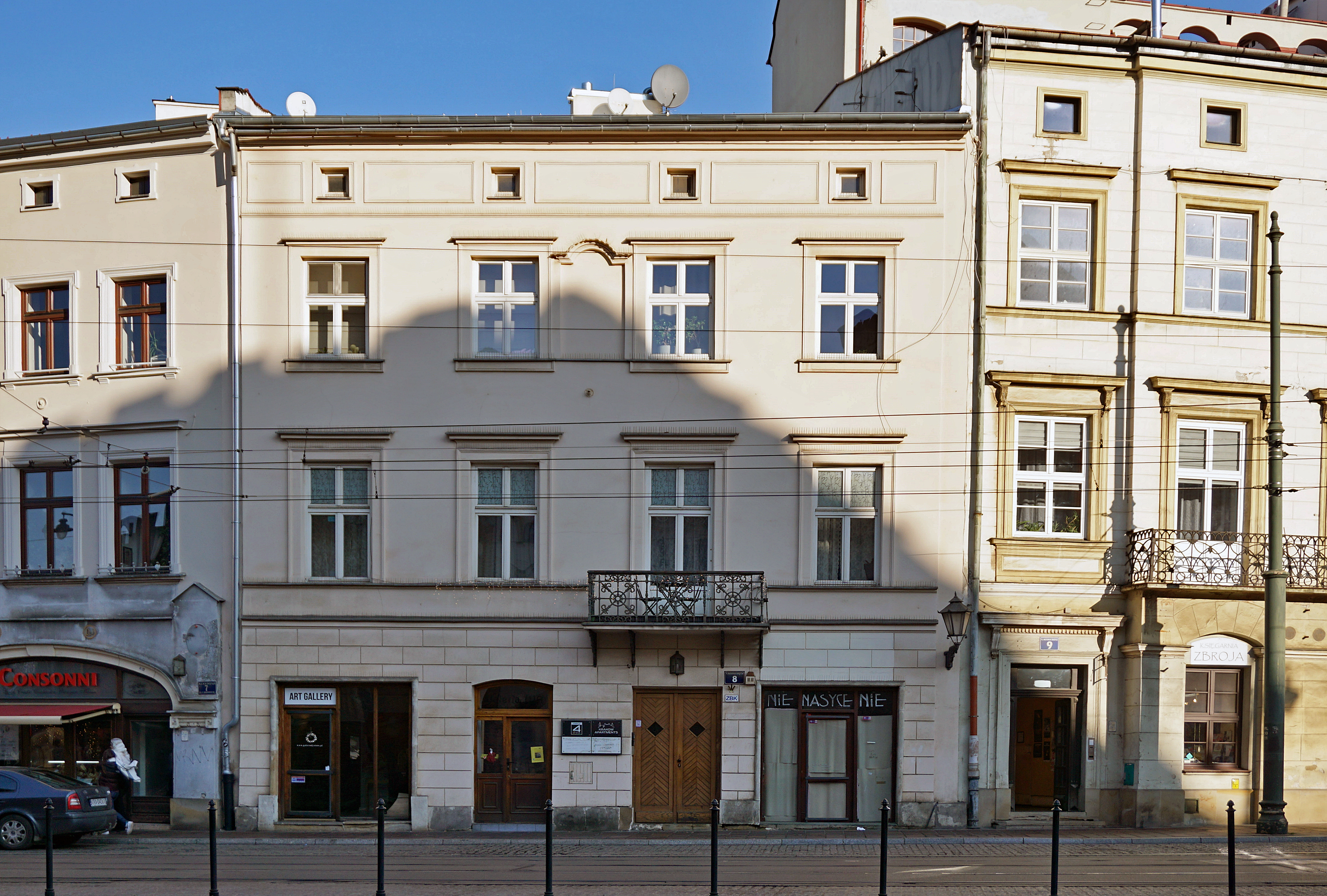
pl. Wszystkich Świętych 8 Zabytkowa kamienica
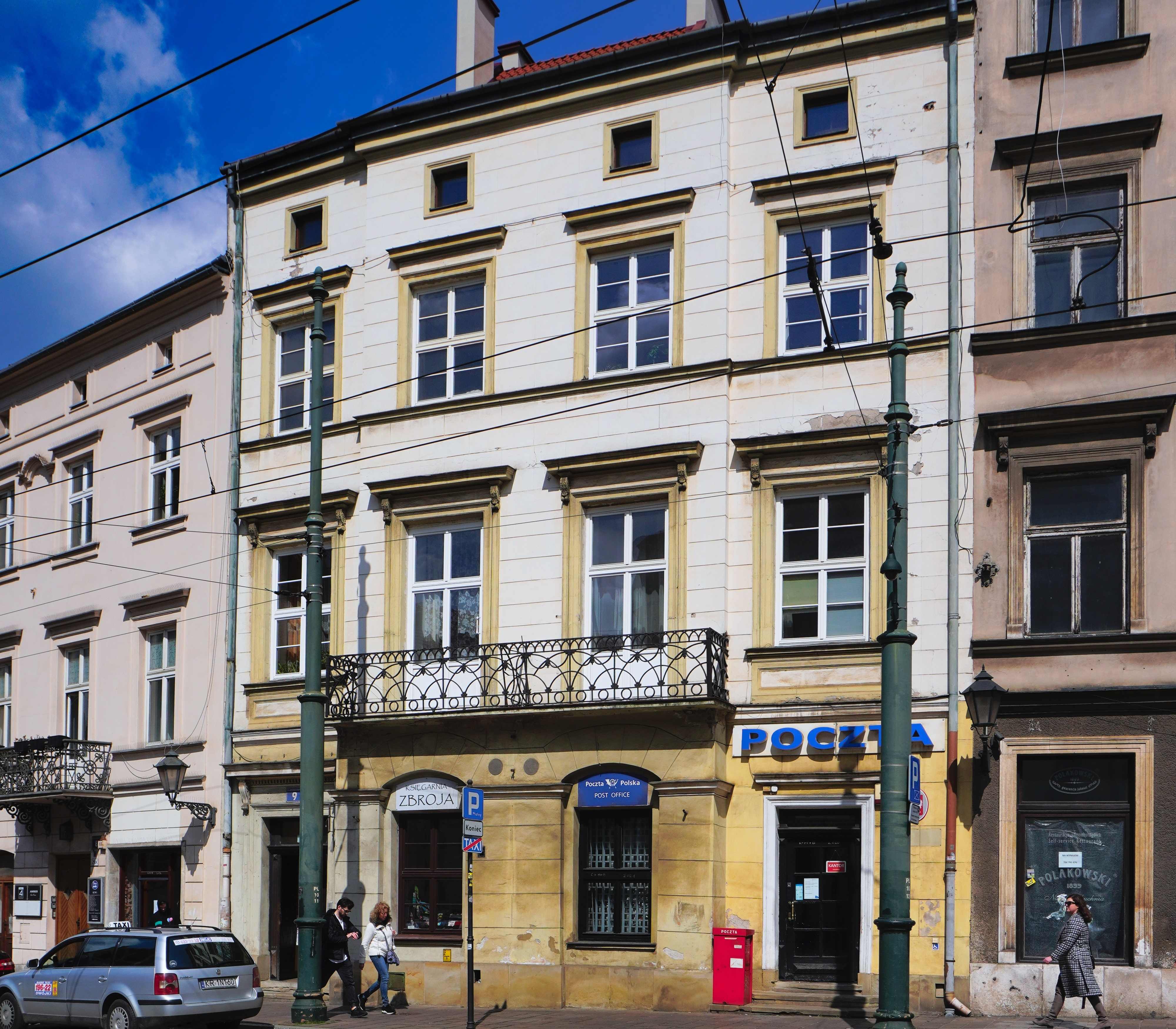
pl. Wszystkich Świętych 9 Zabytkowa kamienica
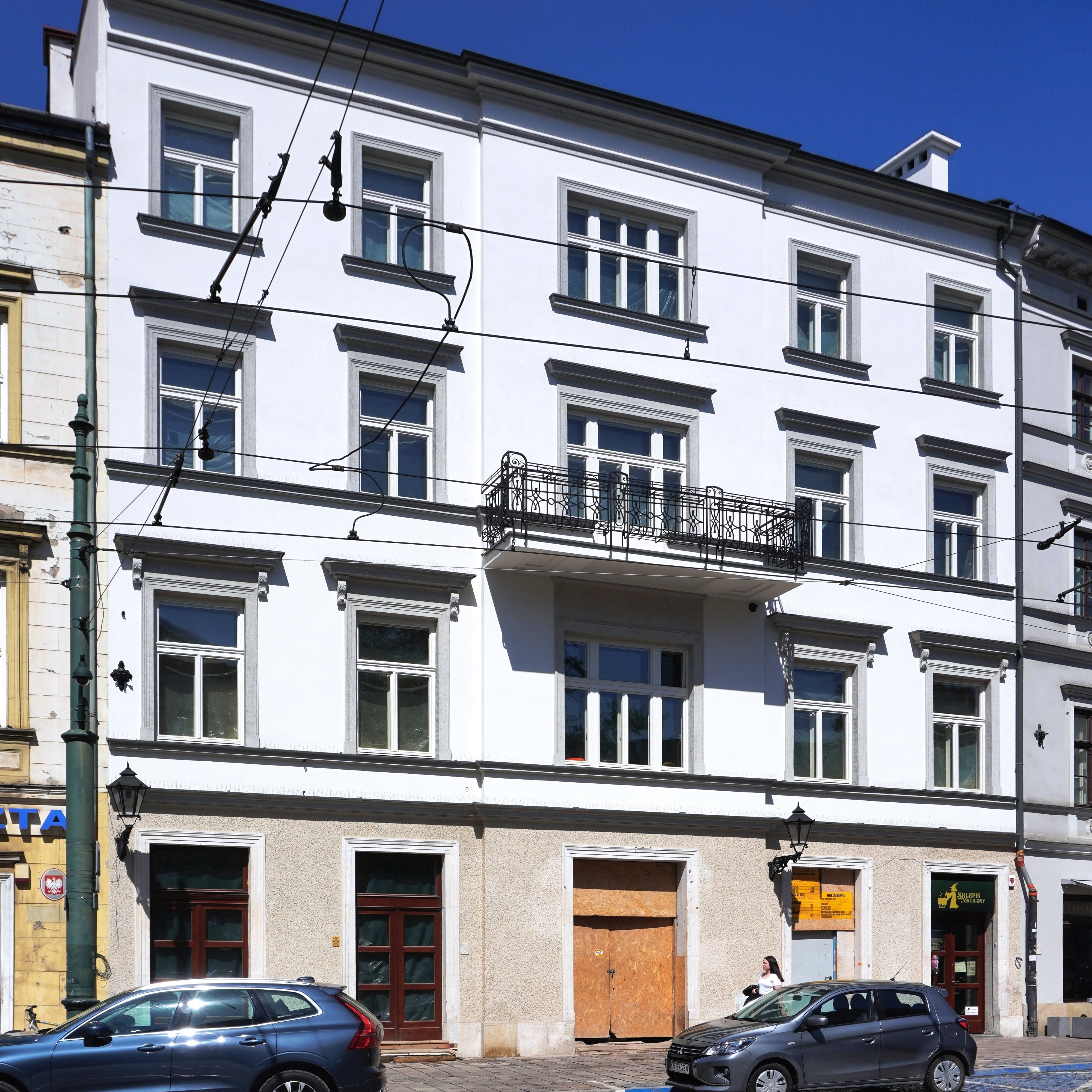
pl. Wszystkich Świętych 10 Kamienica
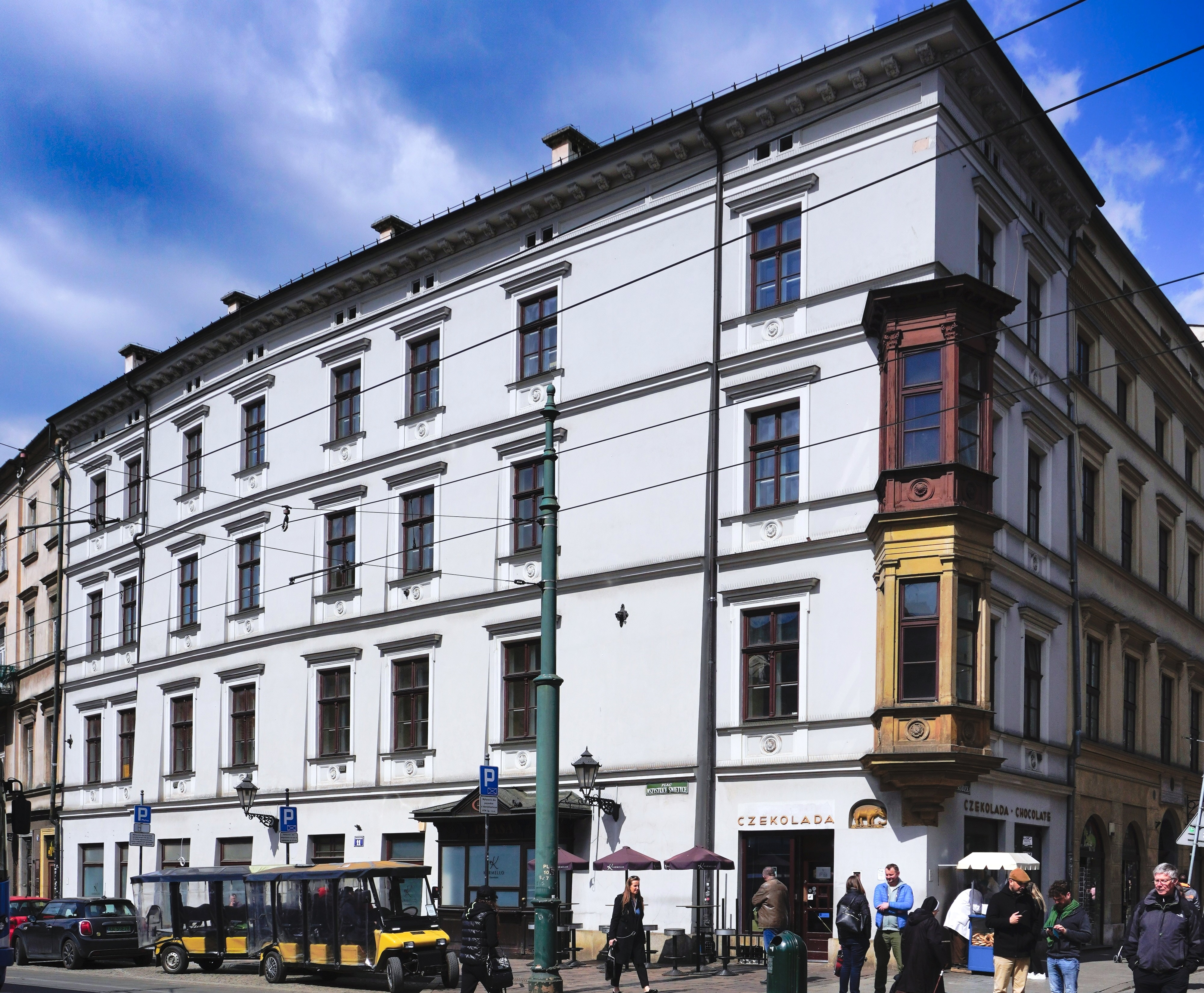
pl. Wszystkich Świętych 11 Kamienica Pod Złotym Słoniem